# Brehna
Stadt Brehna ist ein Ortsteil der Stadt Sandersdorf-Brehna im Landkreis Anhalt-Bitterfeld in Sachsen-Anhalt.

## Klima

Niederschlagsdiagramm

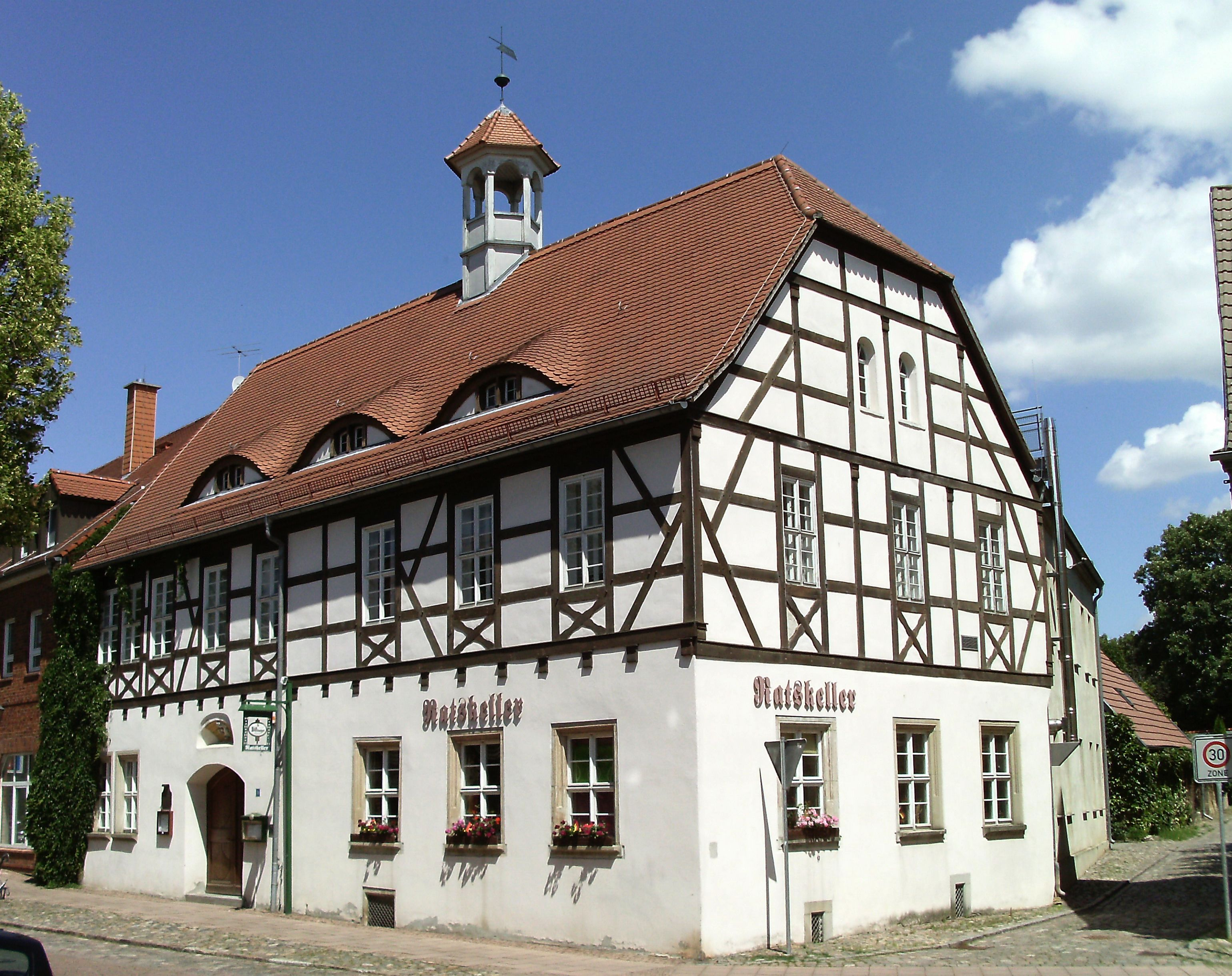
Altes Rathaus

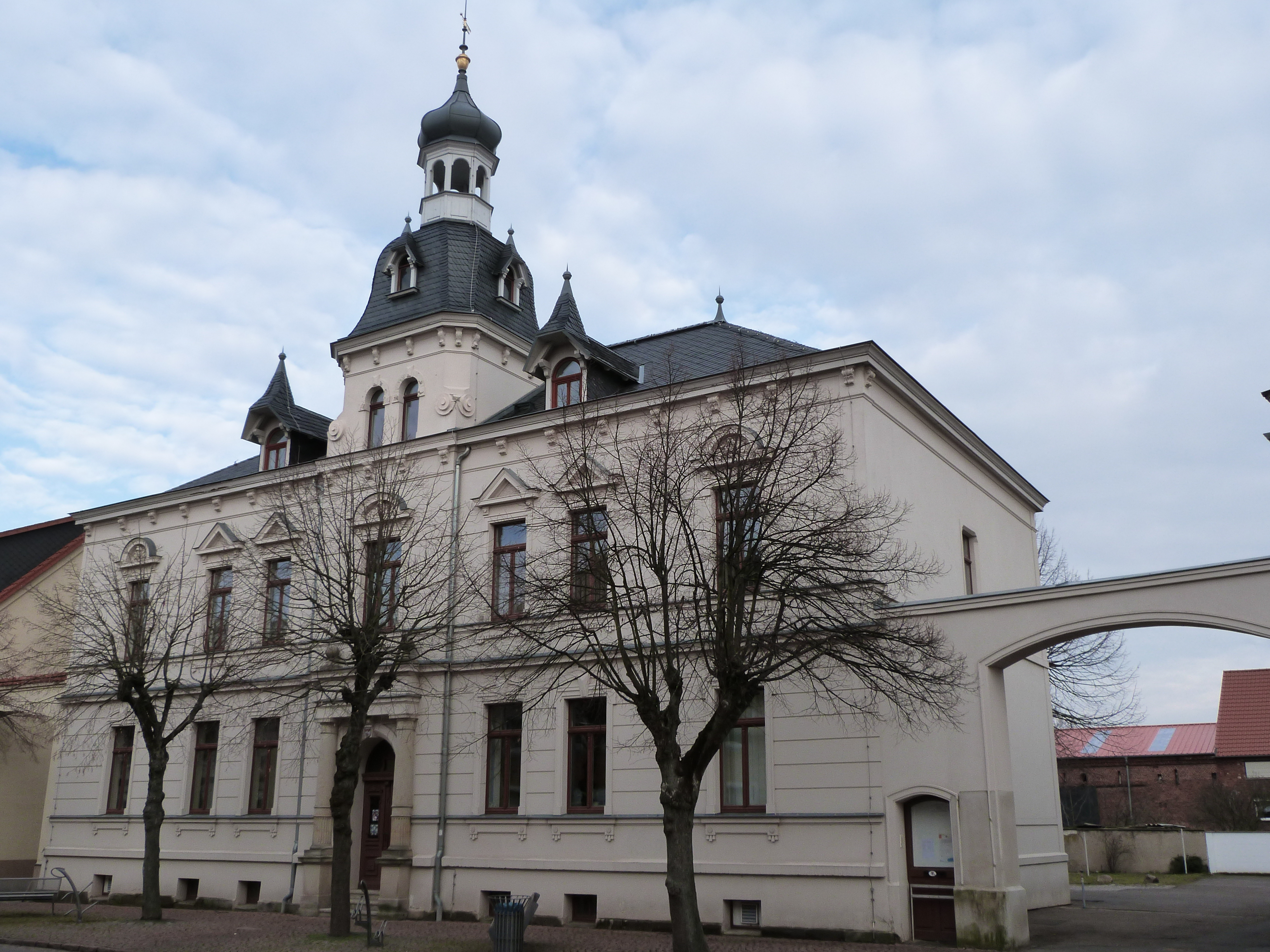
Neues Rathaus

Der Jahresniederschlag liegt bei 495 mm und ist damit extrem niedrig, da er in das untere Zwanzigstel der in Deutschland erfassten Werte fällt. An 3 % der Messstationen des Deutschen Wetterdienstes werden niedrigere Werte registriert. Der trockenste Monat ist der Februar, die meisten Niederschläge fallen im Juni. Im Juni fällt doppelt so viel Niederschlag wie im Februar. Die Niederschläge sind recht gleichmäßig übers Jahr verteilt. An 31 Prozent der Messstationen werden niedrigere jahreszeitliche Schwankungen registriert.

## Geschichte

### Mittelalter

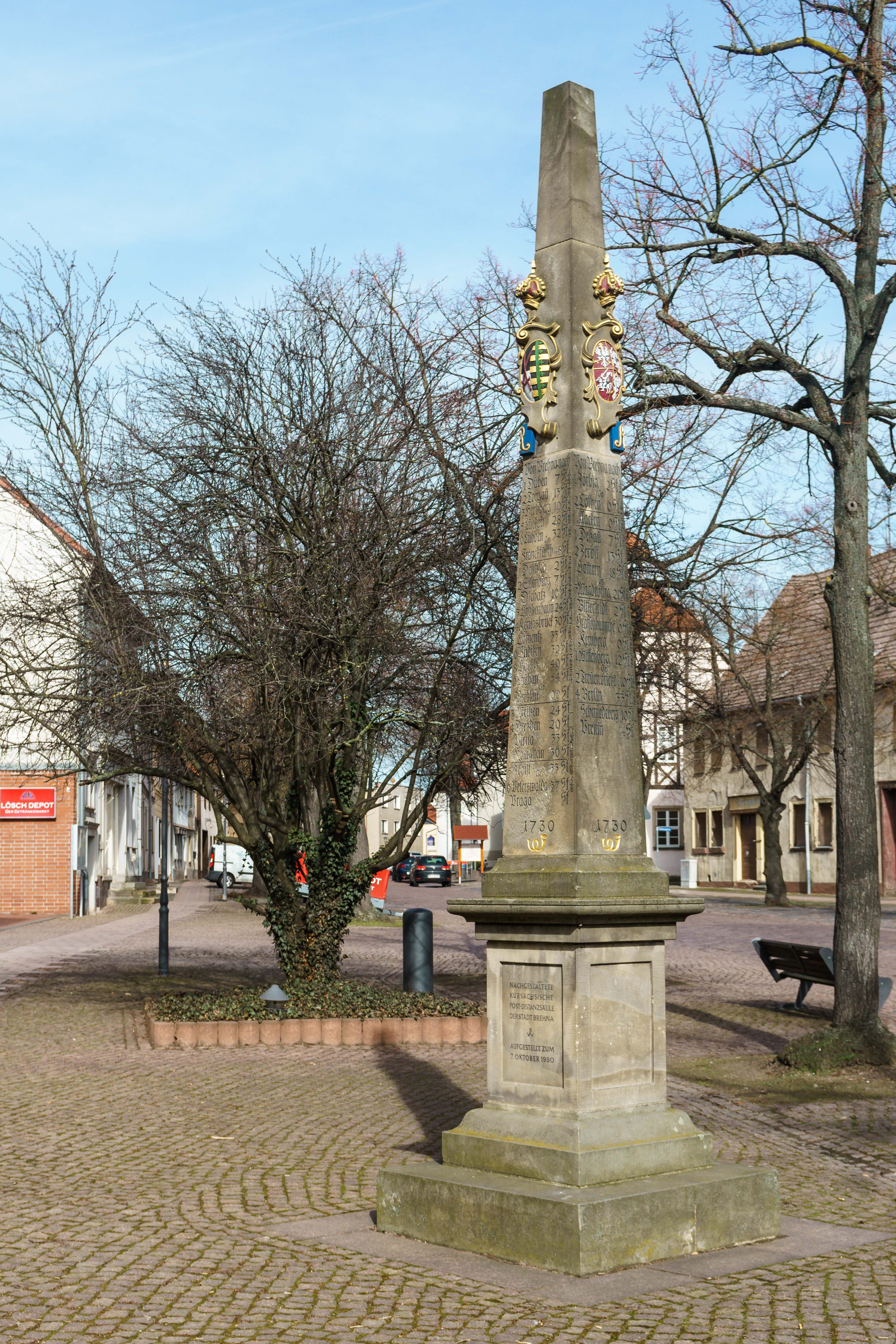
Kursächsische Postdistanzsäule am Markt

Ein eindeutiges Datum zur Stadtgründung ist urkundlich nicht belegt, doch wird davon ausgegangen, dass der Ort vor dem Jahre 1050 entstanden ist. Der erste schriftliche Nachweis datiert aus dem Jahre 1053. Der Name des Ortes gab der Grafschaft Brehna ihren Namen. Mit dieser kam Brehna später an das kursächsische Amt Bitterfeld.
Das Stadtrecht wurde 1274 erstmals erwähnt, jedoch schon vor 1220 verliehen, wie in der 2. Urkunde der Sammlung Diplomatarium Brenense in der Geschichte der Stadt und Grafschaft Brehna des Pastors Johann Jakob Köhler aus dem 18. Jahrhundert nachzulesen ist. Das Manuskript dieser „Geschichte“ Köhlers, Pastor in Brehna von 1754 bis zu seinem Tode 1771, liegt in der Sächsischen Landesbibliothek – Staats- und Universitätsbibliothek Dresden (SLUB). Es ist lange kaum beachtet worden. Erst bei der Vorbereitung eines Abdrucks 2003 wurde man auf die Urkunde von 1220 aufmerksam, mit der die beiden gräflichen Brüder Otto II. und Dietrich I. dem Kloster/Chorfrauenstift „einen etlichen Garten in der Stadt Bren gegeben“ haben. 1201, bei der Gründung des Augustiner-Chorfrauenstifts Brehna, spricht die darüber berichtende Quelle Chronica Montis sereni (Chronik vom Lauterberg, wie der Petersberg damals hieß) davon, dass dieses Chorfrauenstift in dem Dorf Brehna gegründet wurde. Sowohl die Urkunde von 1220 als auch die von 1274 sind im lateinischen Original nicht mehr vorhanden, es gibt nur deutsche Übersetzungen.

### Neuzeit
Durch die Beschlüsse des Wiener Kongresses kamen der Ort 1815 zu Preußen und wurde 1816 dem Kreis Bitterfeld im Regierungsbezirk Merseburg der Provinz Sachsen zugeteilt, zu dem er bis 1944 gehörte.
Die Stadt Brehna war bis zur Eingemeindung nach Sandersdorf am 1. Juli 2009 eine selbstständige Gemeinde. Die Stadtrechte Brehnas wurden an die in Sandersdorf-Brehna umbenannte neue Kommune übertragen.

### Einwohnerentwicklung
| Jahr | Einwohner |
| ---- | --------- |
| 1970 | 3843      |
| 2005 | 2995      |
| 2007 | 2938      |

### Eingemeindungen
Zu Brehna gehört der Ortsteil Carlsfeld und die Wohnplätze Thiemendorf Wiesewitz, und Zennewitz.
Für folgende Orte ist ein Eingemeindungsdatum belegt:
- 1. April 1930: Kitzendorf[8]
- 20. Juli 1950: Torna[9]

## Religion

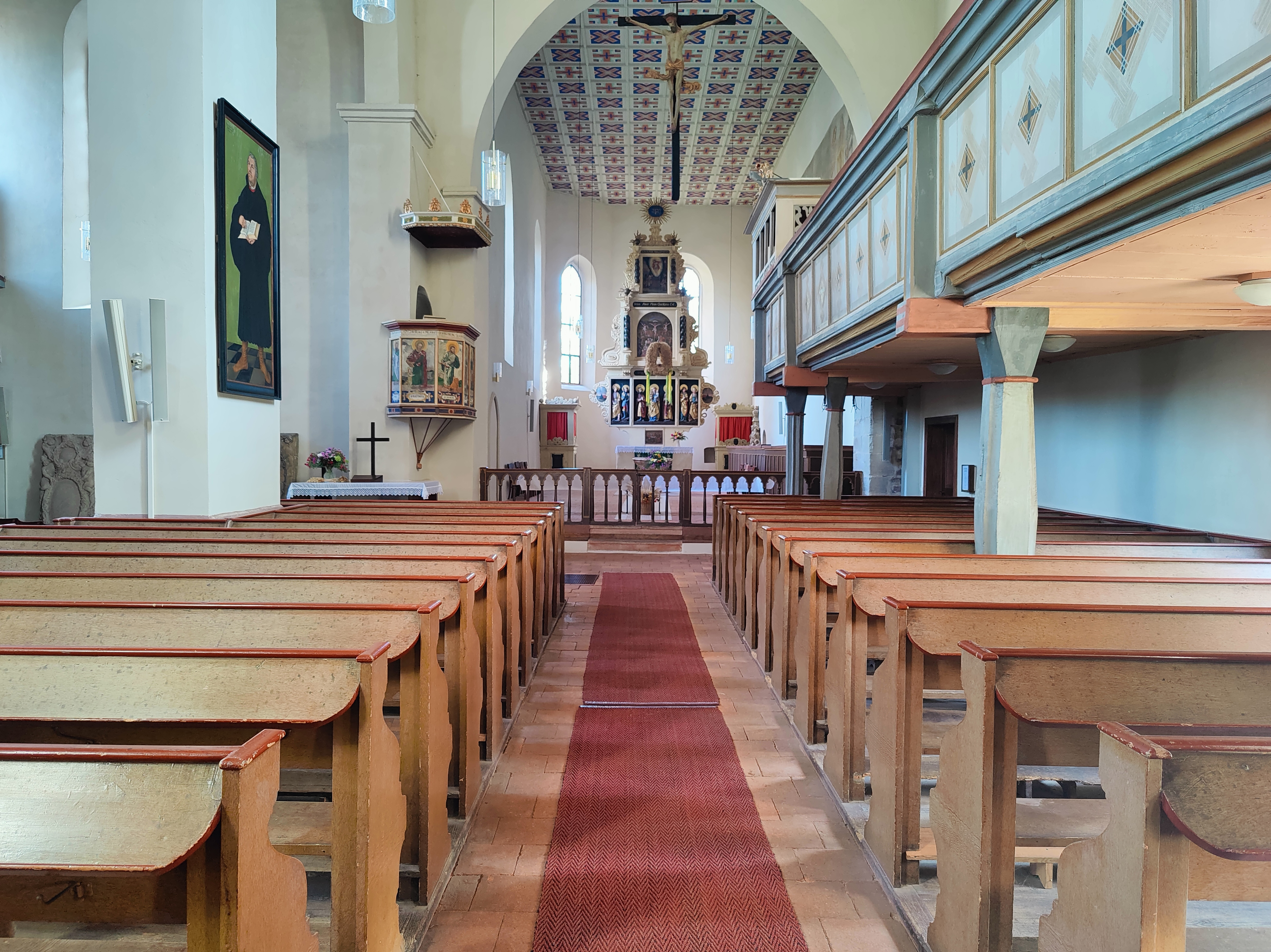
In der Kirche

### Evangelisch-lutherische Kirchengemeinde
Brehna wurde durch die im 16. Jahrhundert durchgeführte Reformation evangelisch-lutherisch.
Die Kirche St. Jakobus und St. Clemens, die auch als Autobahnkirche dient, gehört zum Kirchenkreis Wittenberg der Evangelischen Kirche in Mitteldeutschland.

### Römisch-katholische Kuratie

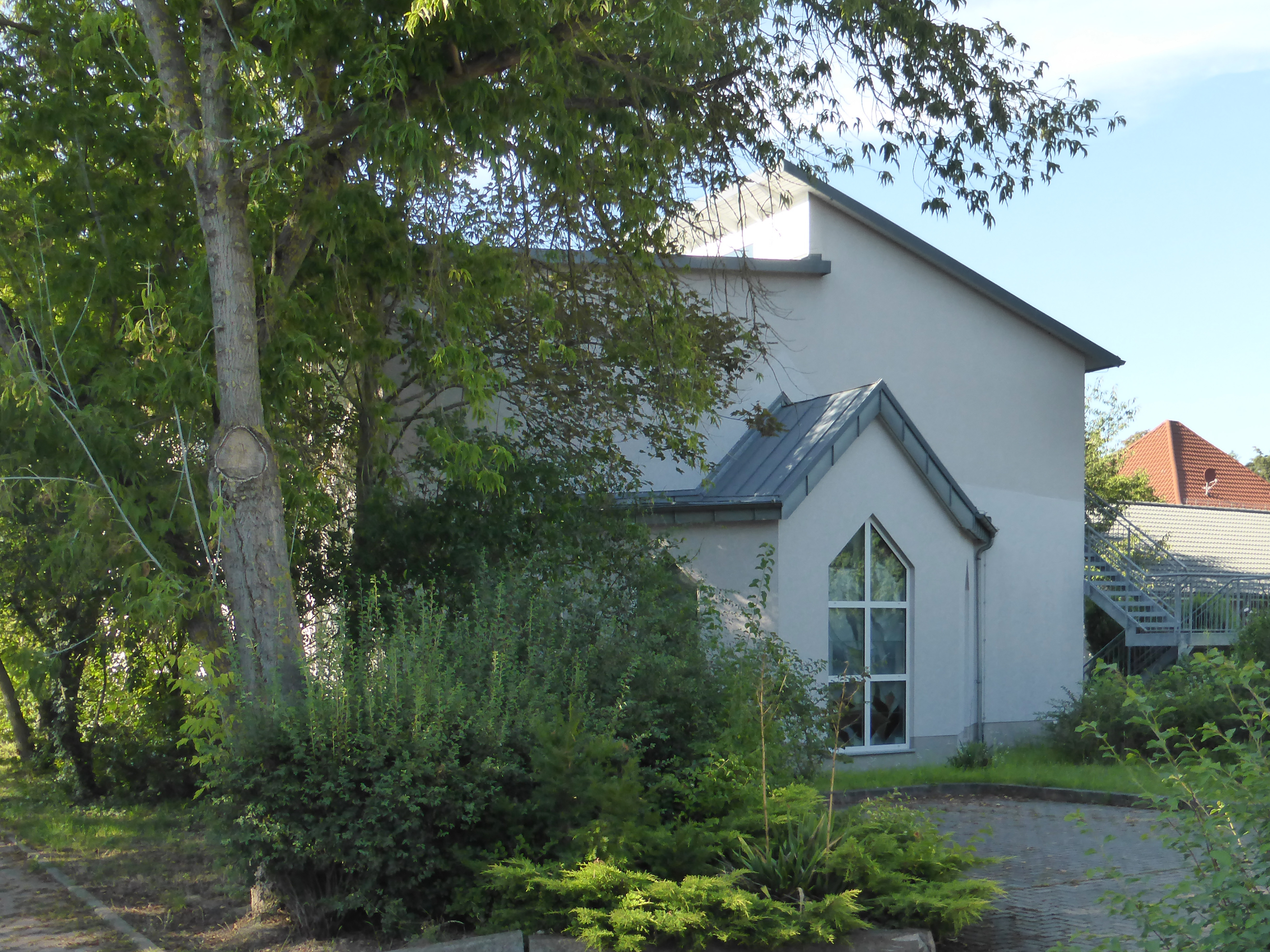
Ehemalige St.-Michael-Kapelle

Im Zuge der Flucht und Vertreibung Deutscher aus Mittel- und Osteuropa 1945–1950 ließen sich in Brehna und den umliegenden Ortschaften wieder Katholiken in größerer Zahl nieder, sie gehörten zunächst zur Pfarrei Bitterfeld. Am 21. November 1946 wurde in Brehna eine katholische Gemeinde gegründet, die am 1. November 1947 zur Kuratie erhoben wurde. 1950 gehörten rund 2000 Katholiken zur Kuratie Brehna.
Unter Kuratus Alfred Nier wurde am 29. Oktober 1956 ein Raum in der Karl-Marx-Straße gepachtet, der zu einer Kapelle ausgebaut wurde, die das Patrozinium des Erzengels Michael bekam und noch im gleichen Jahr eingeweiht wurde. Sein Nachfolger, Johannes Mummert, ließ 1972 auf dem dafür gepachteten Grundstück Straße der DSF 13 zwei Baracken aufstellen, die zusammengefügt, verputzt und mit einem Vorbau versehen wurden. Am 24. März 1974 wurde das so entstandene Gebäude als Kapelle eingeweiht.
Nachdem die 1974 geweihte Notkirche schadhaft geworden war, wurde an der Ecke Badstraße/Robert-Schumann-Weg ein neues Gemeindehaus erbaut, in dem am 29. September 2003 durch Weihbischof Gerhard Feige eine Kapelle geweiht wurde, die wiederum das Patrozinium des Erzengels Michael bekam. Im Obergeschoss des Gebäudes wurde eine Wohnung für vier Menschen mit geistiger Behinderung eingerichtet. Die Kapelle in Brehna gehörte damals zur Pfarrei St. Joseph (Holzweißig), die am 2. Mai 2010 in der Pfarrei Heilige Familie, Bitterfeld aufging.
Die Profanierung der St.-Michael-Kapelle erfolgte durch ein Dekret vom 22. November 2023, am 30. November 2023 fand in der Kapelle der letzte Gottesdienst statt.

## Politik

### Bürgermeister
Letzter Bürgermeister der Stadt Brehna war Leopold Böhm.
Amtierender Ortsbürgermeister des Ortsteils Stadt Brehna ist Bernd Hubert.

### Wappen
| | Blasonierung: „In Silber drei rote (2:1) gestellte Seeblätter.“ |
| Wappenbegründung: Die Farben der Stadt sind Gelb (Gold) – Blau. Die Farben sind Rot - Silber. Das Wappenbild der Stadt Brehna ist mit dem der Grafen von Brehna identisch und schon Anfang des 12. Jahrhunderts in dem Wappen einer Seitenlinie der Markgrafen von Meißen enthalten. Es erscheint im Laufe der Zeit in verschiedenen Varianten. Im Stadtsiegel taucht es erstmals im 15. Jahrhundert auf. Die heute gültige Form ist die Nachbildung einer Wappenzeichnung, die der Landvermesser Wilhelm Dilich 1618 anfertigte. Über dem Eingang des Alten Rathauses ist noch heute das alte Stadtwappen zu sehen. Das Wappen wurde am 15. Februar 2008 durch den Landkreis Anhalt-Bitterfeld genehmigt und im Landesarchiv Sachsen-Anhalt unter der Wappenrollennummer 8/2008 registriert. |                                                                 |

### Städtepartnerschaften
Seit 1995 pflegt Brehna eine Städtepartnerschaft mit Semoy nahe Orléans in Frankreich (Region Centre-Val de Loire).

## Bauwerke

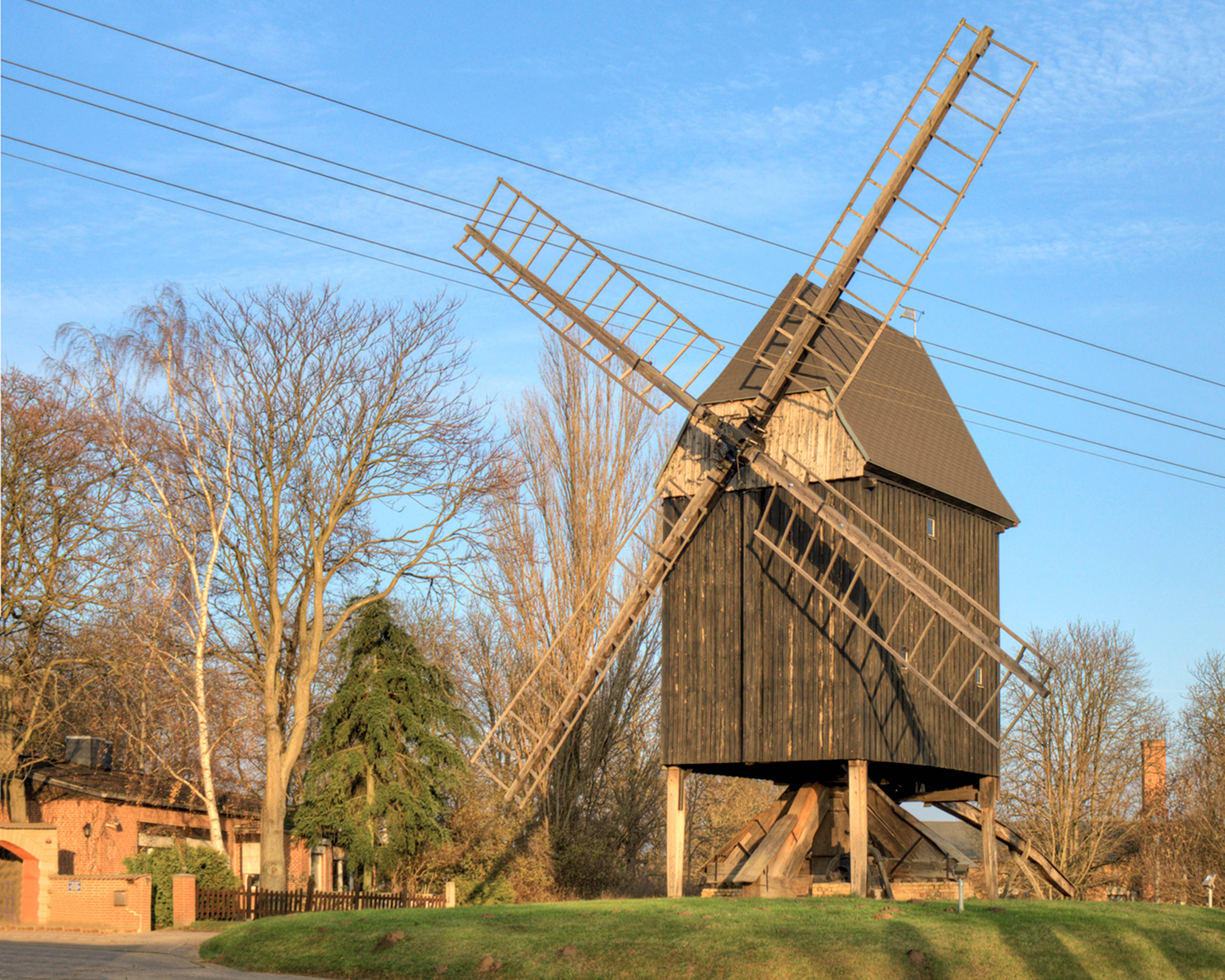
Bockwindmühle (Schmidt-Mühle)

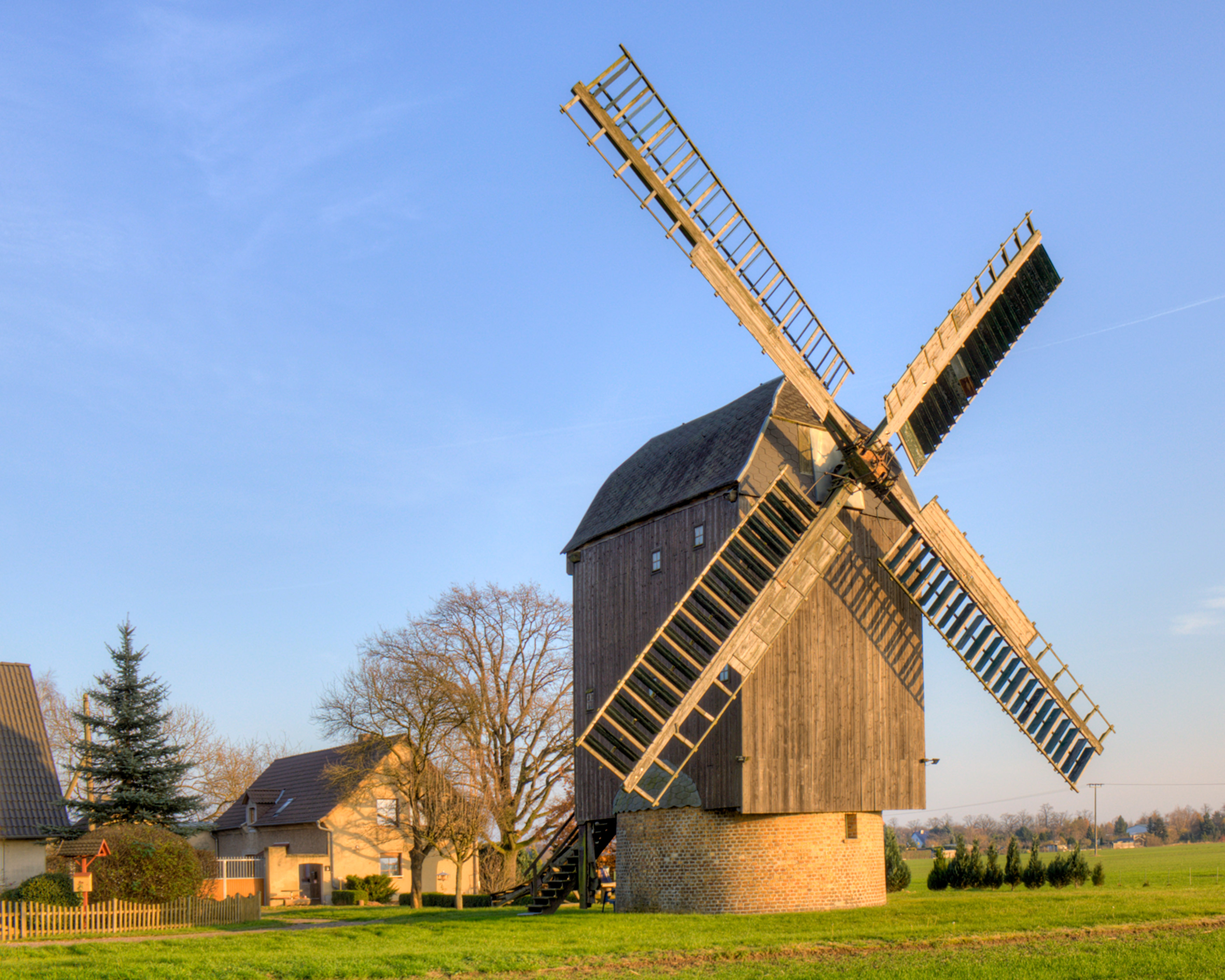
Paltrockwindmühle (Hädicke-Mühle)

Der heute als Stadtkirche fungierende romanische Bau ist das letzte Zeugnis des ehemaligen Brehnaer Klosters, in dem – so wurde es überliefert – auch einst Katharina von Bora für kurze Zeit gelebt hat. Die Stadt- und Klosterkirche Brehna – offizieller Kirchenname: St. Jakobus und St. Clemens – ist als Teil der Straße der Romanik und des Lutherweges zugleich auch ausgewiesene Autobahnkirche. Die Doppelkirche hat teilweise romanischen Baustil, speziell im Bereich des Turmes, während das Kirchenschiff gotisch ist. In der Kirche steht eine im Jahr 2015 restaurierte Wäldner-Orgel für Gottesdienste und Konzerte zur Verfügung.
Zum historischen Stadtbild gehören auch die erneuerte Kursächsische Postmeilensäule, das Alte Rathaus aus dem 18. Jahrhundert am Markt, eine Bockwindmühle aus dem 19. Jahrhundert am Schützenplatz, die sogen. Schmidt-Mühle, sowie die Paltrockwindmühle Hädicke. Sie wurde 1876 von Reinhold David Hädicke als Bockwindmühle erworben. Nach einem Unwetterschaden im Jahr 1946 musste sie zu einer Paltrockwindmühle umgebaut werden. Dabei wurde der Bock entfernt und durch ein ringförmiges Mauerwerk ersetzt. Darauf befindet sich ein Rollenkranz, auf dem der restliche Mühlenkörper drehbar gelagert ist. Im Jahr 1991 wurde der Mühlbetrieb eingestellt.
Neben den oben genannten Bauwerken sind auf der Denkmalliste für Brehna weitere 34 Objekte – Einzelbaudenkmale und Denkmalbereiche – verzeichnet. Dabei handelt es sich u. a. um Wohn- und Geschäftshäuser, Villen, Bauernhöfe, der Schule wie auch den Friedhof. Auch die ehemalige Heilanstalt Carlsfeld, offiziell ein Ortsteil Brehnas, die heute zum Teil als Pflegeheim genutzt wird, ist als Denkmalbereich ausgewiesen.

## Wirtschaft und Infrastruktur

### Wirtschaft
Die seit 2004 zur Dermapharm-Gruppe gehörende mibe GmbH Arzneimittel beschäftigt etwa 350 Mitarbeiter. Seit 2003 wurden 50 Millionen EUR in die Errichtung eines neuen Pharmawerkes investiert.
Die Drogeriekette Rossmann hat 2019 hier ein weiteres Zentrallager gebaut, welches das Lager im Nachbarort Landsberg/Sachsen-Anhalt ergänzt.
Seit 2016 befindet sich in der Nähe der Autobahn das „Halle Leipzig The Style Outlet“, das erste Outlet-Center in Mitteldeutschland. Die vermietbare Fläche des im Stil eines überdachten Marktes aus dem 19. Jahrhundert gebaute Centers wurde 2018 von 11.000 auf 18.000 m² erweitert.

### Infrastruktur

#### Straßenverkehr
Bei Brehna befindet sich die Anschlussstelle 13 Halle (Saale) der Bundesautobahn 9. Hier ist mit einem Kreuz die hier mehrspurige Bundesstraße 100 angebunden. Nach kurzer Fahrstrecke befindet sich eine Abfahrt nach Brehna, das somit sehr gut an das Autobahnnetz angebunden ist.
Brehna ist auch das nördliche Ende der Bundesstraße 183a.

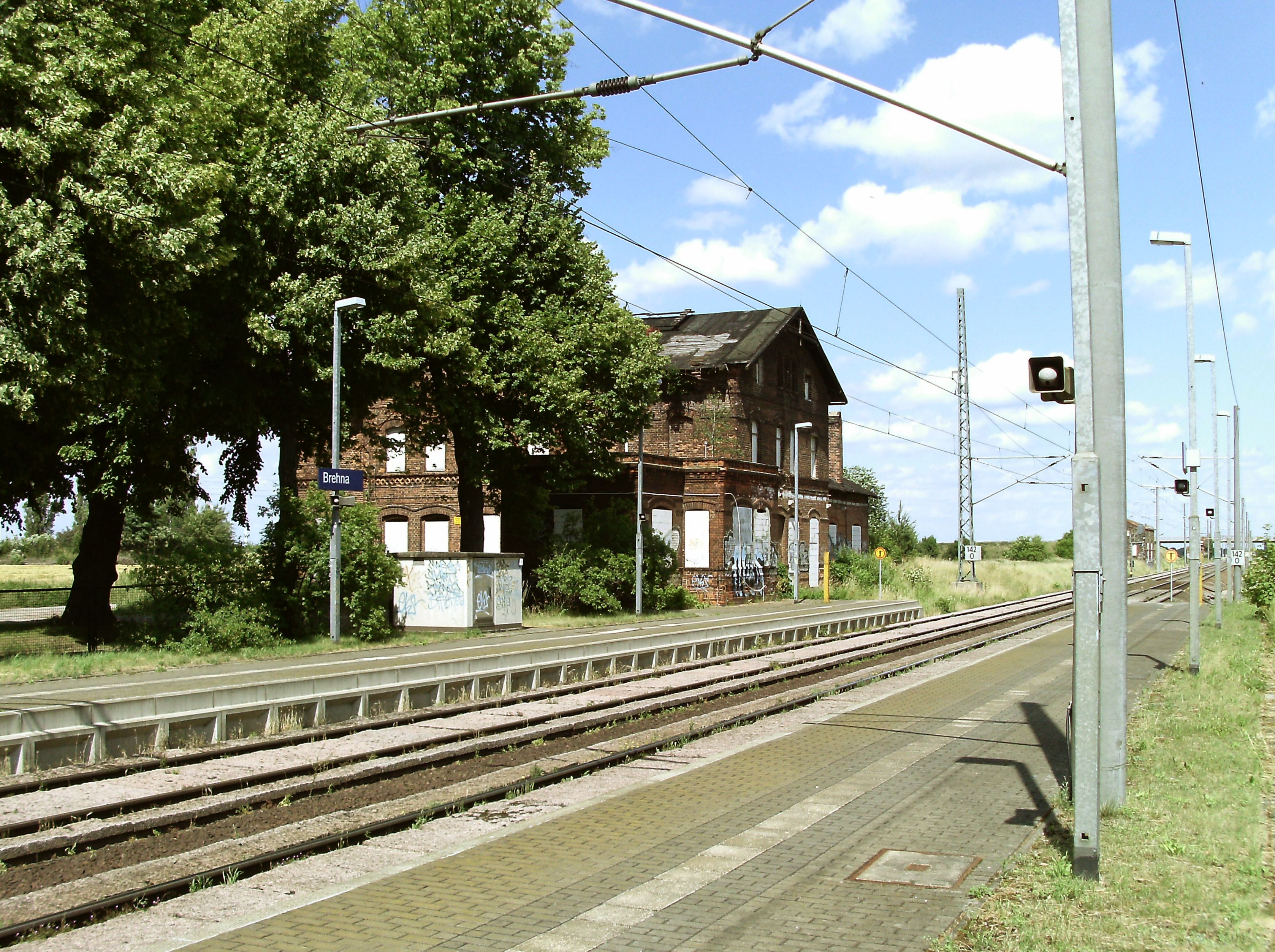
Haltepunkt Brehna (2012)

#### Bahnverkehr
Der Haltepunkt Brehna liegt an der Bahnstrecke Berlin–Halle. Seit Dezember 2017 verkehren wochentags im 30-Minuten-Takt, am Wochenende im 60-Minuten-Takt Züge der S-Bahn-Linie S 8 nach Halle (Saale) Hauptbahnhof und Bitterfeld. Das denkmalgeschützte, um 1880 erbaute Bahnhofsgebäude wurde 2020 abgebrochen.
Jeweils alle 120 Minuten gibt es umsteigefreie Verbindungen nach Dessau Hauptbahnhof und Lutherstadt Wittenberg Hauptbahnhof.

## Persönlichkeiten
- Otto I. von Brehna
- Friedrich I. von Brehna
- Friedrich II. von Brehna und Wettin
- Gero von Brehna
- Katharina von Bora
- Heinz Elzner
- Kurt Kummer
- Lars-Jörn Zimmer (* 4. Oktober 1970 in Brehna), Landtagsabgeordneter (CDU)
- Rolf Quinque (* 20. Juni 1927 in Brehna), Trompetenvirtuose